# CentraleSupélec
CentraleSupélec är en fransk grande école som utexaminerar generalistingenjörer i norra Frankrike (Gif-sur-Yvette, Châtenay-Malabry, Metz, Rennes), och som är medlem av Université Paris-Saclay, fusion av École Centrale Paris och École supérieure d'électricité.

## Utbyte & Dubbla examina
Flera svenska tekniska högskolor, till exempel Lunds tekniska högskola och Kungliga Tekniska högskolan, har utbyte med CentraleSupélec, bland annat nätverket TIME, som efter ett tvåårigt utbyte ger rätt till en examen också från den utländska högskolan. 
Sedan oktober 2023 är skolan en partner till IPSA för dubbla examina inom flyg- och rymdfart.